# Franjevačka spomen-bazilika sv. Nikole Tavelića i samostan u Tomislavgradu
Franjevačka spomen-bazilika sv. Nikole Tavelića i samostan u Tomislavgradu nalazi se u Mostarsko-duvanjskoj biskupiji, u Bosni i Hercegovini. 
Inicijativa za izgradnju pokrenuta je 1917. godine pod vodstvom fra Mije Čuića, povodom obilježavanja tisućite obljetnice krunidbe kralja Tomislava.
Proglašena je nacionalnim spomenikom Bosne i Hercegovine na sjednici održanoj u Sarajevu 11. listopada 2017. godine.
Nacionalni se spomenik sastoji od spomen-bazilike sv. Nikole Tavelića i zapadnoga krila franjevačkog samostana.

## Povijest
Za izgradnju crkve prikupljeno je 300 000 dinara, a kralj Aleksandar poslao je prilog od 60 000 dinara. Puno sredstava sakupljeno je od Hrvata u SAD-u. Projekt izgradnje financiran je donacijama hrvatske dijaspore, crkvenih velikodostojnika (zagrebački nadbiskup Antun Bauer) i tadašnje kraljevske obitelji Karađorđević, predstavljajući značajan primjer nacionalne i vjerske mobilizacije u međuratnom razdoblju, sve pod vodstvom fra Mije Čuića.
Izgradnja je započeta 1924. godine, a u građevinskom smislu završena je 1931. godine, kada je pokrivena bakrenim krovom. U potpunosti je završena 1940. godine.
Samostan je građen od 1930. do 1940. godine.
Kraljevina Srba, Hrvata i Slovenaca objavila je seriju poštanskih maraka 1. studenoga 1929., obilježavajući tisućitu obljetnicu Hrvatskoga Kraljevstva. Marka od pedeset para prikazivala je franjevačku spomen-baziliku sv. Nikole Tavelića i samostan u Tomislavgradu i prodavala se po cijeni od jednoga dinara. Trudom fra Mije Čuića nezanemariv prihod od prodaje maraka išao je za izgradnju crkve u Tomislavgradu.
Popravke i sanacijski radovi samostana i crkve, koji su bili teško oštećeni 1944. godine eksplozijama zrakoplovnih bombi, sanirani su u dugom razdoblju obnove nakon završetka Drugoga svjetskoga rata, sve do 1987. godine.
Nakon 2000. godine, prema projektu arhitekta Davorina Smoljana (projektna firma Arhitekt d.o.o. Mostar), samostanu su dograđena tri krila: južno, istočno i sjeverno, koja sa starom samostanskom zgradom (koja de facto postaje zapadno krilo), čine kvadratno-prstenastu formu s unutrašnjim klaustrom-atrijem. 

## Opis
Samostan i spomen-bazilika izvedeni su prema projektu istaknutog hrvatskog arhitekta s početka 20. stoljeća, Stjepana Podhorskog, koji je istražujući i primjenjujući morfologiju predromaničkih crkava oblikovao novi stil crkvene arhitekture zasnovan na elementima bizantske i starohrvatske arhitekture. Crkva u Tomislavgradu projektirana je kao trobrodna bazilika longitudinalne osnove, s kupolom iznad latinskog križa, prezbiterijem s apsidom na istočnoj strani te asimetrično pozicioniranim crkvenim tornjem na sjeveroistočnom kutu crkve. Dužina crkve je 39,70 m, a širina 18,20 m.
Kod oblikovanja vanjskog volumena crkvenoga objekta, Podhorsky primjenjuje romanički princip stupnjevanja volumena, gradacijom volumena od manjeg prema većem. Kod vanjskog oblikovanja fasada primijenjeni su dekorativni romanički elementi.
Crkveni toranj je kvadratnoga tlocrtnog oblika, dimenzija 5,75 × 5,75 metara, pozicioniran asimetrično na sjeveroistočnom kutu crkve. Toranj sazidan od pravilnog klesanog kamena ima visinu od oko 27 metara (mjereno do krovnog vijenca tornja). U vertikalnom smislu, raščlanjen je horizontalnim profiliranim vijencima na tri dijela.
Danas kompleks, osim vjerske funkcije, ima važnu kulturno-povijesnu ulogu. Sadrži vrijednu samostansku knjižnicu, samostanski arhiv s dokumentima iz austro-ugarskog i starojugoslavenskog razdoblja te zbirku rare et vetustiora koja uključuje rijetke misale iz 18. stoljeća.

## Galerija
- Stanje oko 1920. godine.
- Pogled sa strane.
- Pogled na spomen-baziliku i samostan.
- Poštanska marka iz 1929. sa spomen-bazilikom.

## Vanjske poveznice
- Službena internetska stranica samostana